# Narcissus fernandesii
Narcissus fernandesii és una planta geòfita bulbosa que creix en herbassars humits a la Mediterrània Occidental. Pot arribar fins als 20-25 cm d'alçada i floreix cap a finals d'hivern, principis de primavera. Pertany a la família de les amaril·lidàcies i a la serra nord de Sevilla se'ls coneix com a candeleros. Com totes les espècies de Narcissus presenten escap, el qual és un peduncle florífer llarg i sense fulles, especialment dit del que arrenca d'un bulb o rizoma. L'espata, òrgan d'origen foliar que envolta l'espàdix (espiga de flors), de 25 a 40 mm de marges soldats fins a la meitat. Les flors són suberectes i de color groc. L'ovari és ínfer i el fruit que es forma és una càpsula.
És considerada una espècie vulnerable per la Junta d'Andalusia i la Unió Internacional per a la Conservació de la Natura (UICN). En general, és una espècie amb una àrea de distribució àmplia que presenta diverses poblacions molt extenses però que tenen com a major risc l'extensió dels cultius d'oliveres. En compartir gran part de l'àrea de distribució amb aquests cultius, fa que aquesta espècie de Narcissus es pugui veure amenaçada. D'altra banda, algunes poblacions d'aquesta espècie que es troben a prop de nuclis urbans en expansió poden veure amenaçada la seva supervivència.
És un endemisme ibèric, que es distribueix per les províncies de Badajoz, Ciudad Real, Sevilla, Còrdova i Jaén; també a Portugal. A Andalusia habita a la Sierra Norte de Sevilla, Vall del Guadalquivir i la Subbètica cordovesa. El seu límit altitudinal es troba als 700 metres sobre el nivell del mar.